# Star Wars: Droidworks
Star Wars: DroidWorks es un juego de computadora de entretenimiento educativo o eduentretenimiento de 1998 y el título de estreno de la subsidiaria de LucasArts, Lucas Learning. Utiliza el mismo motor que el título anterior de LucasArts, Star Wars: Jedi Knight. Los creadores tenían como objetivo crear un juego que fuera atractivo y no violento. La fecha de lanzamiento original del juego se adelantó meses, lo que resultó en que el equipo de desarrollo eliminara algunas características planificadas del juego.
La trama del juego implica que el jugador salve la galaxia fabricando droides con habilidades específicas, como la capacidad de ver en la oscuridad o saltar, para completar misiones. Las partes educativas de estas misiones enseñan a los jugadores conceptos como energía, fuerza, movimiento, máquinas simples, luz, y magnetismo.
Star Wars: DroidWorks recibió grandes elogios de los críticos, se vendió bien y ganó numerosos premios y reconocimientos.

## Trama y jugabilidad
C-3PO, R2-D2, y el jugador son enviados por la Rebelión a Tatooine para detener la producción en una fábrica de droides imperiales. En el tutorial, el jugador debe completar ocho misiones de entrenamiento y cuatro misiones secretas, cada una de las cuales requiere droides con habilidades específicas, antes de proceder a la fábrica de droides. En el Jawa Droid Workshop, los jugadores pueden pintar y nombrar sus creaciones y obtener una vista completa de 360 grados de otros trabajos en progreso. En general, el jugador puede elegir entre 87 partes de droides, que se pueden combinar en 25 millones de combinaciones diferentes. A través del aprendizaje experiencial, los jugadores aprenden sobre los principios científicos de energía, fuerza, movimiento, máquinas simples, luz y magnetismo. También se anima a los jugadores a utilizar las matemáticas, la lógica y el pensamiento crítico. Un 'InDex' en el juego proporciona explicaciones sobre varios conceptos científicos a través de enlaces de Internet.

## Desarrollo y lanzamiento

### Concepción
El juego fue desarrollado por Lucas Learning,que fue creado originalmente para producir productos de consumo, pero fue re-imaginado como un desarrollador de productos directos a la escuela en el otoño de 1998. Star Wars: DroidWorks fue el primer título de Lucas Learning y eventualmente se convirtió en uno de una serie de Star Wars juegos que se lanzarán como títulos de entretenimiento educativo. Este juego marcó la primera incursión de George Lucas en el mercado del eduentretenimiento. La directiva de Lucas a la compañía era diseñar un juego que permitiera a los jugadores explorar y crear de una manera similar a jugar con Erector Sets y Lego. DroidWorks fue solo uno de un total de 175 títulos creados por desarrolladores de software de terceros para el iMac recién lanzado. Susan Schilling, directora general de Lucas Learning, y Clent Richardson, director senior de relaciones mundiales con desarrolladores de Apple Computer, coincidieron en que Apple Mac era la mejor plataforma para el juego.
El juego fue concebido inicialmente por la líder del proyecto, Collette Michaud, quien lanzó un juego en el que los jugadores podían diseñar su propio droide de Star Wars y verlos moverse. Susan Schilling dijo que DroidWorks no requería que el jugador usara bombas o pistolas, y señaló que la única arma requerida es la mente del jugador. El equipo hizo un esfuerzo concertado para hacer que el juego fuera igualmente atractivo para todos los niños; Una investigación reciente había demostrado que a los niños les gustaba el software interactivo y "hacer su propia historia", por lo que el equipo quería que el programa fomentara el aprendizaje sobre matemáticas, ciencias y computadoras. Serían las decisiones y la curiosidad del jugador las que finalmente lo llevarían al éxito. En un comunicado de prensa, Lucas Learning describió DroidWorks como una "combinación única de juego de construcción y estrategia". El equipo de desarrollo consultó tanto con un grupo asesor de niños como con expertos en la materia para hacer que el juego fuera atractivo para los jugadores jóvenes y científicamente exacto.

### Diseño
El juego utiliza pistas de audio similares a las de la serie de películas e incluye clips de la trilogía original de Star Wars. Utiliza el mismo motor de disparos en primera persona que muchos otros títulos contemporáneos de LucasArts. El juego fue construido usando una versión modificada del motor de juego Jedi, el cual fue desarrollado para Star Wars: Jedi Knight de LucasArts, con cambios para asegurar que el motor físico sea realista. Si bien el universo de Star Wars era conocido por su atmósfera combativa, el equipo de diseño intentó incorporar un mínimo de violencia. Este enfoque es visible en la forma en que los jugadores progresan: en lugar de enfrentar al droide del jugador contra los enemigos, el paisaje en sí se convierte en un obstáculo que solo pueden pasar ciertos tipos de droides. Esto evita efectivamente que aquellos que aún no han adquirido las partes necesarias para completar un nivel lo hagan. Una de las características eliminadas habría permitido a los jugadores colocar partes de droides en lugares distintos a los previstos, por ejemplo, un brazo podría estar unido a la cabeza de un droide.

### Lanzamiento
Si bien los desarrolladores planearon un programa de desarrollo "lujoso" que habría culminado con el lanzamiento del juego en la Navidad de 1998, el departamento de marketing pensó que el juego debería lanzarse el Día del Trabajo. Esta nueva fecha límite significó que se tuvieron que hacer varios cortes en el diseño. Una demostración del juego se estrenó en 1998 en la  Macworld Expo.
En junio de 1998, The Washington Times informó que el juego estaba programado para su lanzamiento (tanto para Macintosh como para PC) en septiembre de ese año. En última instancia, el juego no cumplió con la fecha límite del Día del Trabajo y se lanzó el 21 de octubre de 1998. El juego se puso directamente a disposición de las escuelas, junto con otros títulos de entretenimiento educativo de Lucas Learning. El juego fue comercializado y empaquetado como un título de entretenimiento, y fue anunciado en revistas de juegos y Family PC.
La afirmación original de los desarrolladores de que el juego difuminaba la línea entre entretenimiento y educación presentaba dificultades para los especialistas en marketing, ya que tenían que decidir si colocar el juego en los estantes de "juegos" o "educación". En marzo de 1999, el juego estaba "actualmente disponible en todos los lugares en los que se vende software". En junio, sin embargo, se notó que el juego se vendía en grupos especializados de dos tiendas. Afortunadamente, los éxitos anteriores de Lucas Arts y la asociación con el título de Star Wars permitieron que DroidWorks se distribuyera en tiendas minoristas, como Walmart y Costco.

## Recepción
Sandra Vogel de The Scotsman señaló que, si bien parte del éxito del juego se debió a su asociación con George Lucas, tenía un "pedigrí propio", incluida una serie de premios de juego. Multimedia Schools elogió su facilidad de uso, tutoriales, rejugabilidad y facilidad de instalación, otorgando al título 5 estrellas. Computer Shopper señaló que, si bien el juego era una explotación de la marca Star Wars, utilizaba la asociación para garantizar que el juego "productivo" recibiera una audiencia. Del mismo modo, Daily Record escribió que el título era "otro derivado del increíble despliegue publicitario" de la próxima película, pero elogió el juego por su imaginación, magia y entornos 3D. The Washington Times pensó que el juego atraería a todos los fanáticos de la trilogía de la secuela de Star Wars. Daily Herald dijo que el juego tenía un atractivo más amplio que el videojuego de programación de computadorasThe Robot Club. Knight Ridder dijo que el juego ofrece una oportunidad para que padres e hijos trabajen juntos para construir robots y resolver misiones, en un método similar a la tradición de construir corredores de Soap Box Derby, y elogió sus elegantes gráficos. The Washington Post pensó que el juego era una valiosa pieza de arte para niños. Birmingham Evening Mail elogió la combinación de diversión y educación del juego. The Boston Globe pensó que era un título educativo destacado. Rocky Mountain News felicitó la facilidad de uso, el sentido del humor y el contenido educativo subrepticio del juego.
KidsWorld dijo que el juego era "lento y desigual" en un Pentium 133, y recomendó al menos un Pentium 166 o superior. Computer Gaming World le dio al juego 4/5 estrellas, escribiendo como una crítica menor que, si bien el juego presenta millones de posibles robots, solo unos pocos son útiles en el juego. Boys' Life Elogió el contenido educativo, pero pensó que algunos de los entornos eran espeluznantes. ICR and Literacy incluyó una transcripción de tres niños jugando al juego, que demostró cómo un niño estaba aprendiendo a interpretar los símbolos del juego y a articularse. PC Magazine elogió el juego por su capacidad para hacer que el aprendizaje sea divertido. Complete Sourcebook on Children's Software (1999, Vol. 7) le otorgó una calificación de 4.5 / 5 estrellas. Lisa Karen Savignano de AllGame escribió que el juego combinó con éxito la resolución de acertijos, la educación y la acción en un título divertido. SuperKids ofreció una crítica entusiasta, considerando que el programa era "intelectualmente estimulante" y "visceralmente cautivador", y señaló que sus pruebas de juego habían provocado una rara "paciencia y tenacidad impulsada por la curiosidad" en los jóvenes jugadores. PC Accelerator pensó que el juego demostraba que el "juego educativo" era un oxímoron y sugirió que la gente habría estado más interesada en los juegos de precuelas.
El juego fue incluido en la lista Parenting for High Potential 1999 de la revista  de la National Association for Gifted Children de juguetes educativos favoritos para las fiestas, y comentó que el juego desafía suficientemente a los jugadores jóvenes. En enero de 1999, Software Industry Report señaló que el juego era un título popular en Mac. Playthings, en junio de 1999, señaló que el juego de PC se vendía "sólidamente" a 30 dólares.

### Premios y reconocimientos
De octubre de 1998 a marzo de 1999, el juego recibió siete premios, incluido el premio BAFTA Interactive Entertainment y dos premios New Media Invision, y fue "destacado por varios boletines, revistas y sitios Web destacados de software educativo". En mayo de 1999, el juego había recibido dos premios más. El juego fue el título de software científico mejor calificado entre 1999 y 2000. Si bien señalaron que nunca antes habían considerado incluir software educativo en su lista, el juego apareció en Parenting for High Potential.